# Claudia Morandini
Claudia Morandini (Trento, 25 giugno 1982) è una conduttrice televisiva, conduttrice radiofonica ed ex sciatrice alpina italiana.

## Biografia

### Carriera sciistica
Specialista delle gare tecniche (slalom gigante e slalom speciale) originaria di Predazzo, fece parte della nazionale italiana dal 1998 al 2008 e militò nei Gruppi Sportivi Fiamme Gialle. Iniziò a prendere parte a gare FIS nel dicembre del 1997 e due stagioni dopo esordì in Coppa Europa (il 17 dicembre 1999 a Livigno in supergigante, 47ª). Partecipò a due edizioni dei Mondiali juniores, Verbier 2001 e Tarvisio 2002, senza conseguire risultati di rilievo. Nel 2002 conquistò il titolo di campionessa italiana di slalom speciale agli assoluti disputati a Piancavallo, a pari merito con Denise Karbon e precedendo Manuela Mölgg.
La sua migliore stagione internazionale fu quella 2002-2003: esordì in Coppa del Mondo, a Lenzerheide in Svizzera il 22 dicembre disputando uno slalom speciale senza riuscire a qualificarsi per la seconda manche, ottenne il suo miglior piazzamento nel circuito, chiudendo al 16º posto lo slalom speciale di Åre in Svezia dell'8 marzo, e il primo podio in Coppa Europa a Špindlerův Mlýn (Repubblica Ceca), piazzandosi 2ª in slalom speciale alle spalle della norvegese Lisa Bremseth.
Salì per l'ultima volta sul podio in Coppa Europa l'8 febbraio 2005 a Rogla in slalom speciale (3ª) e prese per l'ultima volta il via in Coppa del Mondo il 29 dicembre dello stesso anno a Lienz nella medesima specialità, senza qualificarsi per la seconda manche. Si ritirò al termine della stagione 2007-2008 e la sua ultima gara fu uno slalom speciale FIS disputato il 5 aprile a Pampeago/Tesero e chiuso dalla Morandini al 4º posto; in carriera non prese parte a rassegne olimpiche o iridate.

### Carriera radiotelevisiva
Terminata l'attività di sciatrice, ha intrapreso l'attività di conduttrice e commentatrice televisiva e radiofonica, collaborando con Rai Sport, Sky Sport, Trentino Tv Rai Radio 2 e principalmente, dal 2009, Eurosport.

## Palmarès

### Coppa del Mondo
- Miglior piazzamento in classifica generale: 96ª nel 2003

### Coppa Europa
- Miglior piazzamento in classifica generale: 19ª nel 2003
- 3 podi:
  - 2 secondi posti
  - 1 terzo posto

### Campionati italiani
- 1 medaglia[2][4]:
  - 1 oro (slalom speciale nel 2002)